# Miguel de Gálvez y Gallardo
Miguel de Gálvez y Gallardo (ur. w 1725 w Macharaviaya, zm. w 1792 w Gocie) – hiszpański dyplomata, jurysta i polityk.
Jeden z czterech braci Gálvez, obok Matíasa (1717–1784), José (1720–1787) i Antonia (1728–1792).
W 1786 Miguel de Gálvez y Gallardo został wysłany na dwór pruski w Berlinie. Fryderyk II Wielki bardzo sobie cenił znajomość z nim. Sukces spowodował, że kariera dyplomaty rozwijała się dalej. W latach 1788–1792 był hiszpańskim ministrem pełnomocnym w Petersburgu.